# ゴールデン・サークル (アイスランド)

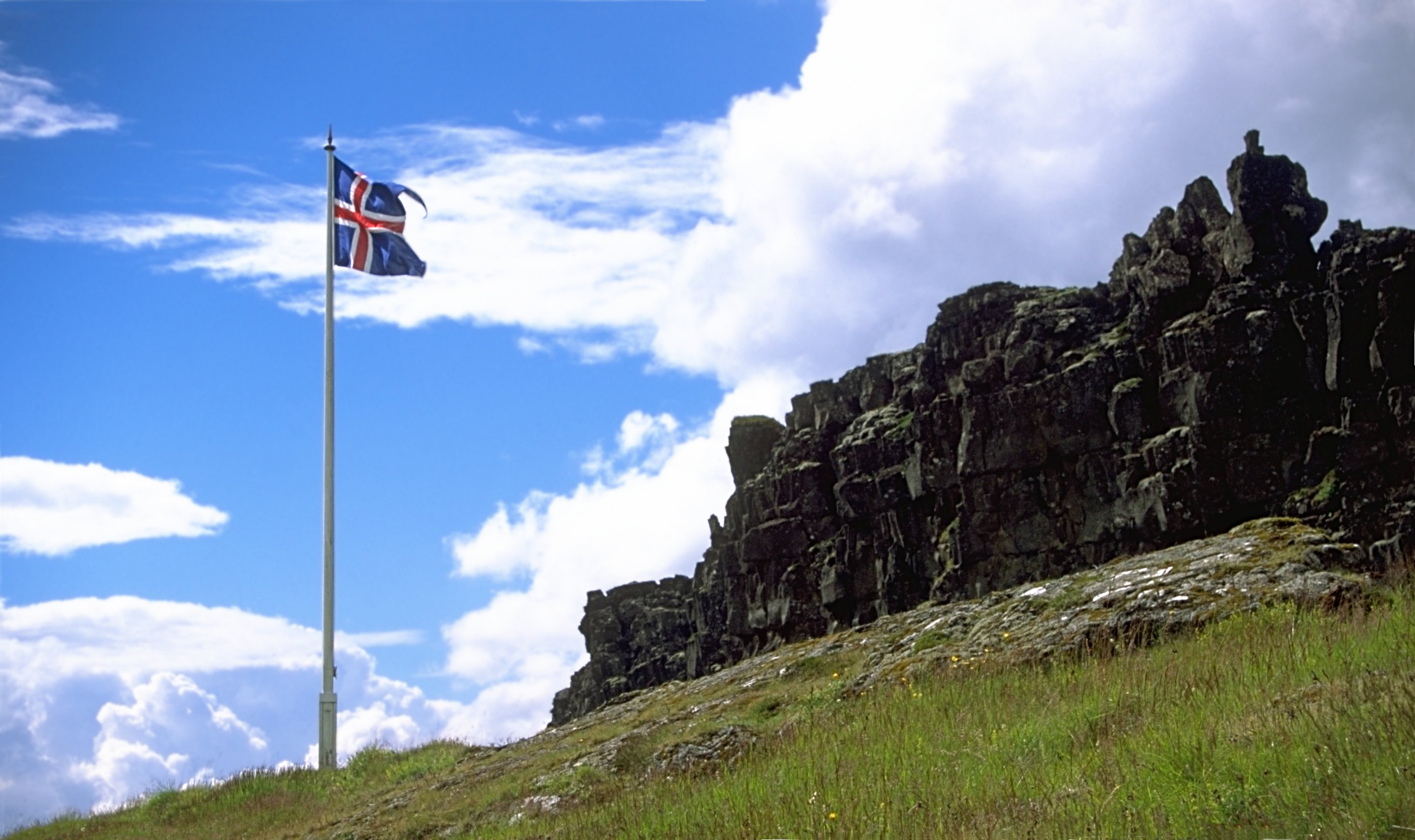
シンクヴェトリル国立公園

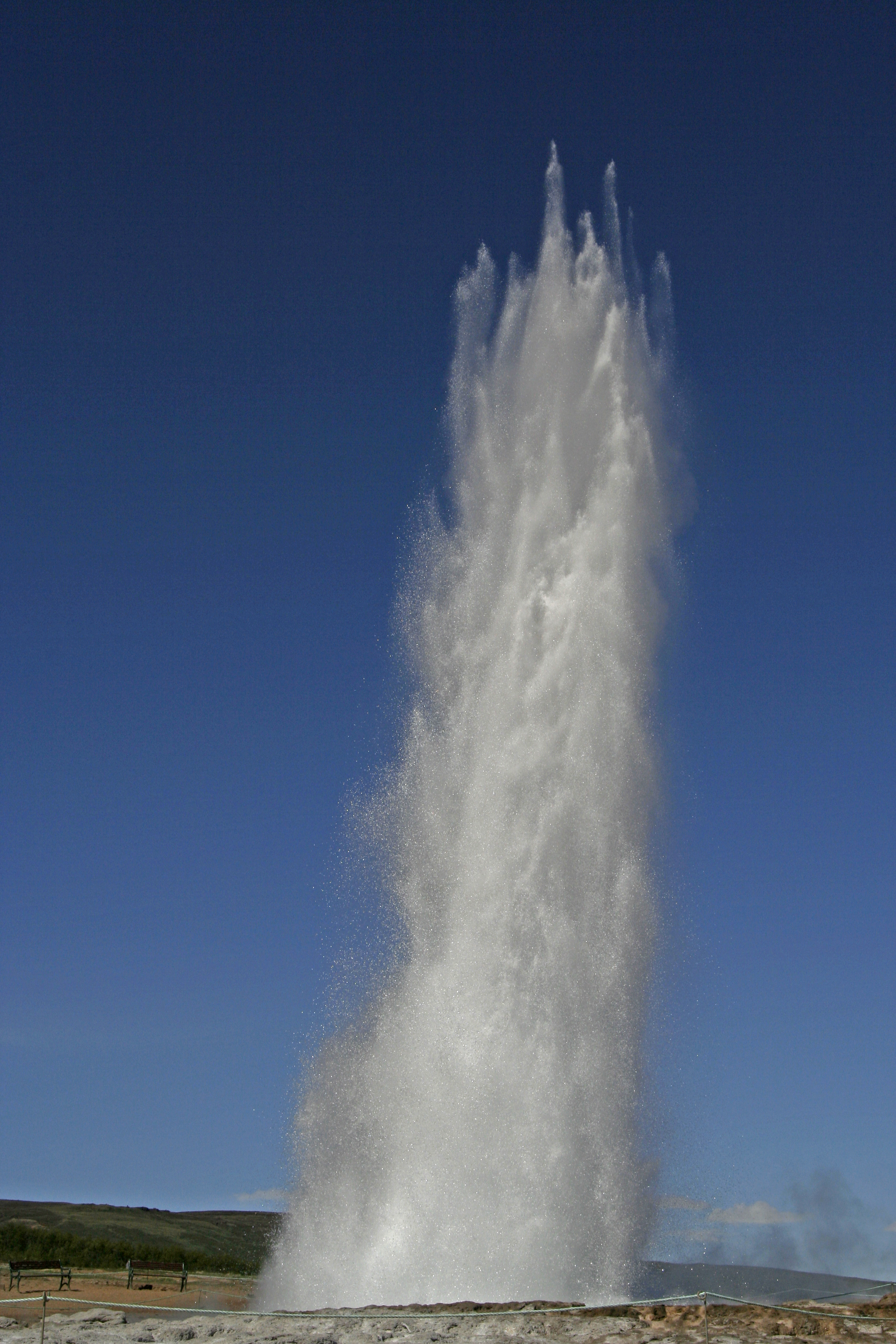
ストロックル間欠泉

ゴールデン･サークル（英: The Golden Circle, アイスランド語: Gyllti hringurinn）は、アイスランド南西部、シンクヴァトラヴァトン湖とその東の一帯を指し示す呼称である。大陸プレートの割れ目と間欠泉を筆頭に、世界でも珍しい観光スポットが集中しており、このような特別な呼び名で呼ばれる。首都レイキャヴィークから東に約30～70kmと都市圏からの距離が近く、観光客の人気は非常に高い。
主な観光スポットは以下の通りである。
- シンクヴェトリル国立公園（世界遺産）
- ゲイシール間欠泉
- ストロックル間欠泉
- グトルフォスの滝
- ケリズ火口湖